# Offoumou-Nselek II
Offoumou-Nselek II est un village de la région du Centre au Cameroun, localisé dans la commune de Ngoumou et le département de la Méfou-et-Akono.

## Population
En 1965, Offoumou-Nselek II comptait 144 habitants, principalement des Ewondo.
Lors du recensement de 2005, ce nombre s'élevait à 227.